# Uhaxuquito
Uhaxuquito är en ort i Mexiko.   Den ligger i kommunen Xilitla och delstaten San Luis Potosí, i den centrala delen av landet, 210 km norr om huvudstaden Mexico City. Uhaxuquito ligger 894 meter över havet och antalet invånare är 126.
Terrängen runt Uhaxuquito är kuperad åt nordost, men åt sydväst är den bergig. Terrängen runt Uhaxuquito sluttar österut. Runt Uhaxuquito är det ganska tätbefolkat, med 96 invånare per kvadratkilometer. Närmaste större samhälle är Villa Terrazas, 16,3 km nordost om Uhaxuquito. I omgivningarna runt Uhaxuquito växer i huvudsak städsegrön lövskog.